# پراگ ۱۲
پراگ ۱۲ (به لاتین: Prague 12) یک منطقهٔ مسکونی در جمهوری چک است که در پراگ ۴ واقع شده‌است. پراگ ۱۲ ۲۳٫۳۱ کیلومتر مربع مساحت و ۵۴٬۸۷۶ نفر جمعیت دارد.